# Réalignement anglican
Le terme réalignement désigne un ensemble de changements d'obédiences au sein de la communion anglicane qui ont affecté des paroisses ou des diocèses de l'église épiscopalienne des États-Unis et de l'église anglicane du Canada à la suite de l'évolution doctrinale de ces deux églises depuis le début des années 2000.
Le réalignement anglican doit être distingué du mouvement anglican continué, qui désigne un ensemble de communautés qui se sont séparées de la communion anglicane, à partir de la fin des années 1970. Cependant les raisons de la rupture sont assez voisines et des liens entre les deux mouvements existent.

## Les causes
Dès avant les années 2000, des tensions importantes étaient apparues dans plusieurs églises de la communion anglicane au sujet de l'influence du courant libéral, de l'accès des femmes aux ministères ou de la position vis-à-vis de l'homosexualité.
Deux décisions consécutives vont connaître un fort impact médiatique. En juin 2002, au terme d'un long processus, le diocèse de New Westminster au Canada décide d'autoriser la bénédiction des couples de même sexe. Huit paroisses du diocèse décident aussitôt de faire sécession ; elles demandent à être intégrées au diocèse du Yukon, démarche qui sera finalement bloquée par la conférence nationale des évêques. L'année suivante, un candidat divorcé vivant ouvertement en concubinage homosexuel, Gene Robinson, est élu évêque de New Hampshire. Cette élection engendrera de nombreuses réactions, provenant aussi bien de membres de l'église épiscopale, que de représentants des autres églises de la communion anglicane. De nombreux commentateurs soulignent les risques de schisme ou d'implosion de celle-ci.

## Les premières sécessions
Un petit nombre de communautés réfractaires aux changements introduits vont choisir de se placer sous la tutelle de l'église anglicane du Nigeria et de son primat, l'archevêque conservateur Peter Akinola. C'est ainsi que naît le groupe CANA (Convocation of Anglicans in North America), qui a le statut d'antenne missionnaire de l'église du Nigeria aux États-Unis. Il est dirigé par Martyn Minns, jusqu'alors recteur de la paroisse de Truro, à Fairfax en Virginie, qui est consacré évêque par Peter Akinola en août 2006. Le groupe CANA grossit ensuite et revendique (à la fin 2009) 90 communautés adhérentes et un clergé de 190 membres, répartis sur 25 états. À l'évêque missionnaire Martyn Minns se sont joints 5 évêques assistants. Les membres du groupe CANA sont considérés comme majoritairement de tendance Basse Église.
Un groupe analogue, l'Anglican Mission in the Americas (AMiA), s'est créé sous la tutelle de l'église de la province du Rwanda dès l'an 2000. Il a pris sa forme actuelle en 2007 comme confédération de trois mouvements opérant l'un au Canada, les deux autres aux États-Unis. Deux de ces structures acceptent que les femmes accèdent à la prêtrise, la troisième ne leur offre que l'accès au diaconat.

## Le réalignement des diocèses
Trois diocèses américains membres de Forward in Faith, Fort Worth, Quincy, et San Joaquin, relevant de l'église épiscopalienne, ont cherché à changer d'obédience au sein de la communion anglicane. Il leur est proposé d'intégrer à titre provisoire la province du cône Sud avec l'accord de son primat, l'archevêque Gregory Venables,. Ce transfert est considéré avec bienveillance par l'archevêque de Cantorbéry, Rowan Williams, qui considère que c'est au niveau du diocèse plus que de la province que prend sens l'adhésion à la communion anglicane. Il est en revanche refusé par l'église épiscopale, dont l'évêque président, Katharine Jefferts Schori, lance des mesures disciplinaires contre les évêques concernés. D'importants désaccords se manifestent notamment en ce qui concerne la conservation de la dénomination des diocèses et de leurs biens meubles. Ils donnent lieu à plusieurs procès[réf. nécessaire].

## La création de l'église anglicane d'Amérique du Nord
Les diocèses et paroisses qui ont opté pour le réalignement ont mené des discussions pour se rapprocher. Leur objectif est de constituer une structure pérenne qui puisse tenter de concurrencer l'église épiscopale et l'église anglicane du Canada, voire de les supplanter au sein de la communion anglicane. En juin 2008, lors de la conférence GAFCON de Jérusalem, les évêques conservateurs participants engagent ces groupes à constituer une nouvelle province et les primats de la communion anglicane à la reconnaître.
C'est ainsi qu'en juin 2009 ces groupes de fidèles se fédèrent au sein d'une nouvelle entité, l'Anglican Church in North America (ACNA). Ils choisissent Robert Duncan, précédemment évêque épiscopalien de Pittsburgh, comme archevêque primat. Cette nouvelle église, regroupant environ 700 paroisses et 100 000 fidèles, est assez composite pour ce qui est des questions de doctrine (par exemple sur la question de l'acceptation des femmes prêtres, même si toutes s'accordent pour refuser les femmes évêques). Elle cherche à asseoir sa légitimité sur les liens d'intercommunion avec d'autres églises anglicanes : l'ACNA est ainsi en pleine communion avec les églises anglicanes de Nigéria et d'Ouganda, mais ne fait pas partie de la communion anglicane.

## Une tentative de réalignement en Angleterre
Le 11 juin 2011, l'archevêque du Kenya, Eliud Wabukala, président du conseil des Primats de la fraternité des anglicans confessants, confère l'ordination sacerdotale à trois hommes issus du diocèse anglican de Southwark. Il s'agit du noyau d'un nouveau groupe évangélique conservateur, l'Anglican Mission in England (AMiE), dont l'objectif est d'offrir un accompagnement pastoral alternatif quand l'évêque diocésain "néglige son devoir canonique de conserver un enseignement sain", notamment sur la question de l'homosexualité. Le nouveau groupe s'est doté d'une équipe de cinq évêques (un en activité et quatre retraités) "qui offriront une supervision effective".
Les promoteurs de cette initiative indiquent qu'ils en sont venus là en désespoir de cause, n'ayant pu obtenir de l'archevêque de Cantorbéry la nomination d'un visiteur épiscopal provincial conservateur de tendance évangélique. Ils présentent l'AMiE comme une solution pour les paroisses qui se trouvent dans un état de communion imparfaite avec leur propre hiérarchie.
Alors qu'on lui demande d'accorder une autorisation d'officier aux prêtres nouvellement ordonnés, l'archevêque de Cantorbéry rejette l'état de fait et critique l'ordination effectuée sans lettres dimissoires, entorse à la collégialité épiscopale.